# Карасёв, Александр Никитович
Александр Никитович Карасёв (30 августа 1916 года, Владикавказ, Терская область — 14 марта 1991 года, Чернигов, Украинская ССР, СССР) — советский лётчик-истребитель и военный деятель, ас истребительной авиации двух войн: Великой Отечественной (20+2 побед) и Корейской войны (7 личных побед). Герой Советского Союза (1943). Гвардии генерал-майор авиации (1958).

## Биография
Родился 30 августа 1916 года в городе Владикавказе в семье терских казаков станицы Сунженской под Владикавказом. Отец Александра — Никита Дмитриевич Карасёв — казак станицы Сунженской Терского Казачьего Войска, участник Первой Мировой Войны. В период гражданской войны был на стороне «красных». После расказачивания и выселения казаков из станицы Сунженской, переехал с семьей во Владикавказ и работал каменщиком. Мать Александра — Евдокия Михайловна Коробко черниговская казачка, семья которой перебралась из Чернигова на Кавказ в станицу Сунженскую. Помимо Александра в семье Карасёвых было ещё 4 детей — Вера, Николай, Петр и Юрий. Николай — кавалерист, участник боевых действий на Халхин-Голе, участник ВОВ. Воевал вместе с прославленным генералом Иссой Плиевым. Юрий Никитович Карасёв как и старший брат Александр стал лётчиком, воевал в Корее вместе с братом, воевал в ОАР, вёл боевую подготовку лётчиков, был лётчиком-испытателем.
В 1932 году Александр окончил 7 классов школы, в 1934 году — школу ФЗУ по профессии «токарь по металлу», работал токарем на швейной фабрике имени С. М. Кирова во Владикавказе. Проживал с семьёй на улице Трубецкого, дом 5. В 1931 году вступил в комсомол.
В Красной Армии с декабря 1937 года. Был призван на срочную службу, служил мотористом в ВВС Северо-Кавказского военного округа. В апреле 1940 года направлен на учёбу. В декабре 1940 года окончил Нахичеванскую военную авиационную школу пилотов, в 1941 году — Батайскую военно-авиационную школу пилотов. Весной 1941 года направлен лётчиком в 282-й истребительный авиационный полк Харьковского военного округа, дислоцированный в Кременчуге. Член ВКП(б)/КПСС с 1943 года.
На пятый день Великой Отечественной войны А. Н. Карасёв вступил в первый бой с фашистскими захватчиками в составе 282-го истребительного авиационного полка (полк был передан в состав 73-й истребительной авиационной дивизии, ВВС Южного фронта). С августа 1941 года был лётчиком, с сентября — командиром звена 5-й отдельной авиационной эскадрильи ПВО Южного фронта. С ноября 1941 года — командир звена 248-го истребительного авиаполка, с апреля 1942 года на той же должности в 164-м истребительном авиаполку (оба полка — в ВВС 38-й армии, Юго-Западный фронт). В июле 1942 года А. Н. Карасёв был назначен в 6-й истребительный авиационный полк 8-й воздушной армии, и через несколько дней, в бою 23 июля, в составе группы одержал свою первую победу — бомбардировщик Дорнье-215. Отличился в боях по защите Сталинграда: сбил 6 августа два самолёта противника лично, а до конца августа — ещё 3 самолёта лично и 1 в паре.
В числе лучших лётчиков-истребителей 8-й воздушной армии в сентябре 1942 года прибыл в 9-й гвардейский истребительный авиационный полк (6-я гвардейская истребительная авиационная дивизия, 8-я воздушная армия, Южный фронт), формируемый Л. Л. Шестаковым. Определён в 1-ю эскадрилью А. В. Алелюхина, сначала лётчиком, с января 1943 — командиром звена, с августа 1943 — заместителем командира эскадрильи, с ноября 1943 — командиром эскадрильи, с января 1944 года — помощником командира полка по воздушно-стрелковой службе.
К боям за Ростов он уже имел два ордена Красного Знамени. A 1 апреля указом Президиума Верховного Совета СССР гвардии старший лейтенант Карасев был удостоен высшего ордена Родины — ордена Ленина. После «яка», летом 1943 года, переучился на истребитель Р-39 «Аэрокобра».
10 мая 1943 года командир звена 9-го гвардейского истребительного авиационного полка (6-я гвардейская истребительная авиационная дивизия, 8-я воздушная армия, Южный фронт), гвардии старший лейтенант Карасёв А. Н. был представлен к званию Героя Советского Союза. «За время боевых действий с немецкими захватчиками, — указывалось в представлении командиром полка Л. Л. Шестаковым, — Карасёв показал себя бесстрашным и волевым лётчиком-истребителем, отлично знающим свой самолёт и вооружение… Имеет на своём счету 301 боевой вылет, провёл 70 воздушных боёв, в которых сбил 23 самолёта противника, из них лично — 14».
Указом Президиума Верховного Совета СССР от 24 августа 1943 года гвардии старшему лейтенанту Карасёву Александру Никитовичу присвоено звание Героя Советского Союза с вручением ордена Ленина и медали «Золотая Звезда» (№ 1138).
5 ноября 1943 года Карасёву было присвоено очередное воинское звание капитана, а 25 февраля 1944 года он стал майором. В годы войны участвовал в оборонительных сражениях в Молдавии и Тираспольско-Мелитопольской оборонительной операции летом 1941 года, в Донбасско-Ростовской оборонительной операции осенью 1941 года, в Ростовской наступательной операции в ноябре-декабре 1941 года, в Донбасской оборонительной операции летом 1942 года, в Сталинградской битве, в Ростовской, Миусской, Донбасской, Мелитопольской наступательных операциях.
7 апреля 1944 года майор Карасёв А. Н. с боевого задания не вернулся… Ему пришлось вступить в бой с пятью «мессершмиттами». Искусно маневрируя, он уничтожил один самолёт, а другой подбил. Но и сам был сбит. Объятый пламенем, его самолёт упал на занятой врагом территории в Крыму… Лётчик считался пропавшим без вести как не вернувшийся с боевого задания.
К этому времени на боевом счету А. Н. Карасёва было более 380 боевых вылетов и 112 воздушных боёв, в которых он (по широко распространённым утверждениям в прессе) сбил 23 самолётов врага лично и 9 — в группе (по данным М. Ю. Быкова сбил 20 самолётов лично и 2 в группе).
Лётчик остался жив, успев покинуть самолёт с парашютом. Получив ранение, он был взят в плен. Содержался в Севастопольской тюрьме, затем был вывезен с другими военнопленными морем в Румынию, затем прошёл ряд концлагерей в Германии. Несколько раз бежал, но безуспешно. 8 мая 1945 года лагерь Маутхаузен, в котором находился А. Н. Карасёв, освободили советские войска. Лётчик узнал, что его 6-я гвардейская авиадивизия находится поблизости, в Чехословакии. Он написал туда письмо. Вскоре в лагерь за ним прилетел самолёт По-2 и перебросил в дивизию.
Находился на спецпроверке в офицерском фильтрационном лагере при 12-й запасной стрелковой бригаде Южно-Уральского военного округа. В ноябре 1945 года проверка была завершена, ему были возвращены все награды, и он остался служить в Военно-воздушных силах. В январе 1946 года вернулся в свой родной 9-й гвардейский истребительный авиаполк (входил в 1-ю воздушную армию Белорусского военного округа). С июня 1946 года — лётчик-инспектор по технике пилотирования 303-й истребительной авиационной дивизии в Белорусском военном округе, которая в июне 1950 года в полном составе переброшена в Приморский военный округ и передана в состав 54-й воздушной армии. В январе 1951 года назначен командиром 523-го истребительного авиаполка в этой дивизии. Освоил реактивные истребители.
В марте 1951 года полк переброшен в северный Китай, началась правительственная командировка. С июня 1951 года — участник Корейской войны 1950—1953 годов. На этой войне вновь проявил себя не только лично отважным воздушным бойцом (первым открыл боевой счёт своего полка в воздушном бою 18 июня 1951 года), но и умелым и грамотным командиром. Там же на войне в октябре 1951 года был назначен заместителем командира 303-й истребительной авиационной дивизии и затем в боевых вылетах почти не участвовал, оставаясь в Корее до февраля 1952 года. Полковник А. Н. Карасёв стал самым результативным из советских ветеранов — Героев Советского Союза, сражавшихся в Корее. Совершил 112 боевых вылетов на «МиГ-15бис», в воздушных боях уничтожил лично 7 самолётов (1 стратегический бомбардировщик B-29 и 6 истребителей США). Был представлен к званию дважды Героя Советского Союза, но в Москве награда заменена на орден Ленина.
По возвращении в СССР, в октябре 1952 года назначен командиром 303-й истребительной авиационной дивизии. С декабря 1957 года — на учёбе, окончил Высшие академические курсы при Военной академии Генерального штаба Вооружённых Сил СССР в сентябре 1958 года, а в сентябре 1959 года он окончил основной курс Военной академии Генерального штаба. Военный летчик 1-го класса (11.10.1957).
С сентября 1959 года — начальник Ворошиловградского военно-авиационного училища лётчиков. После его закрытия в декабре 1960 году переведен начальником штаба — заместителем начальника Черниговского военного авиационного училища лётчиков. С августа 1968 года генерал-майор авиации Карасёв А. Н. — в запасе.
Жил в областном центре Черниговской области Украинской ССР — городе Чернигове, откуда родом были его предки по материнской линии. Поддерживал дружбу семьями с боевыми товарищами лётчиками-испытателями Амет-Ханом Султаном, Остапенко Петром Максимовичем.
Скончался 14 марта 1991 года. Похоронен в Чернигове на Яцевском кладбище.

## Воинские звания
- Сержант (1941)
- Младший лейтенант (18.02.1942)
- Лейтенант (23.09.1942)
- Старший лейтенант (19.02.1943)
- капитан (5.11.1943)
- Майор (25.02.1944)
- Подполковник (22.08.1950)
- Полковник (30.10.1951)
- Генерал-майор авиации (18.02.1958)

## Награды
- Герой Советского Союза (24.08.1943, медаль «Золотая Звезда» № 1138);
- 3 ордена Ленина (01.04.1943[7]; 24.08.1943; 22.04.1952);
- 4 ордена Красного Знамени (23.09.1942[8]; 22.07.1943[9]; 01.08.1943[10]; 10.10.1951);
- Орден Отечественной войны 1-й степени (11.03.1985);
- Орден Красной Звезды (30.12.1956);
- Медаль «За боевые заслуги» (24.06.1948);
- другие медали.

## Память
В Чернигове, на доме где жил Герой, установлена мемориальная доска.
Во Владикавказе на Проспекте Мира имя Александра Никитовича Карасёва в списке почетных уроженцев города на мемориальной доске. Также во Владикавказе на Алее Славы установлена мемориальная доска.